# HMS Hood (51)
Pour les autres navires du même nom, voir HMS Hood.
Le HMS Hood (fanion 51) est un croiseur de bataille britannique de classe Admiral, fleuron de la Royal Navy pendant l'entre-deux-guerres. Il fut coulé le 24 mai 1941 à la sortie du détroit du Danemark, lors d'une bataille navale l'opposant au cuirassé allemand Bismarck.
Il porte le nom de l’amiral Samuel Hood (1724-1816).

## La classeAdmiral
Le « croiseur de bataille » était une classe de navire théorisée par Sir John Jackie Fisher, un des nombreux visionnaires de la Royal Navy (par ailleurs, il est à l'origine des Dreadnought, classe de cuirassés novatrice). Les croiseurs de bataille (BC en anglais) sont des navires similaires en taille et en armement au dreadnought, mais nettement plus rapides, cela au prix d'un blindage réduit. On peut résumer le principe des croiseurs de bataille en une phrase : « Speed is armour » ou en français « la vitesse tient lieu de blindage ».
Au début de l’année 1915, le bureau des renseignements britanniques fut informé que la marine impériale allemande avait mis en chantier des croiseurs de bataille qui étaient une amélioration des déjà redoutables « Derffinger ». Les quatre bâtiments de la classe « Mackensen » devaient avoir une longueur de 224 m, une largeur de 30,40 m, être armés de huit pièces de 350 mm, ainsi que de quatorze de 150 mm. Une puissance de 90 000 ch leur donnerait une vitesse de 28 nœuds pour un déplacement maximum de 35 000 tonnes. Quant à la protection, elle dépassait en tout point celles des croiseurs de bataille de la Royal Navy.
Le 8 novembre 1915, le département des constructions navales reçut l’ordre de préparer un projet basé sur une extrapolation des dreadnoughts de la classe « Queen Elizabeth ». Une fois de plus, sir Tennyson-D’Eyncourt fut sollicité pour remettre au plus vite les premiers projets. Cependant, en poursuivant le développement d’un cuirassé, il était hors de propos de vouloir contrer les réalisations allemandes dont la vitesse allait dépasser les 28 nœuds. Ces études furent encore soumises à l’amiral Jellicoe, qui confirma son désir de renforcer son escadre de croiseurs de bataille. Pour cet officier général, les nouveaux bâtiments devaient atteindre une vitesse de 30 nœuds et être armés de pièces devant être au minimum du 15 in (380 mm).
| Projet 1916         | 1                        | 2                | 3                | 4                | 5                | 6                |
| Longueur            | 269 m                    | 256 m            | 262 m            | 230 m            | 252 m            | 268 m            |
| Largeur             | 31 m                     | 31 m             | 31 m             | 31 m             | 31 m             | 31 m             |
| Déplacement         | 39 000 t                 | 32 000 t         | 32 000 t         | 36 000 t         | 32 500 t         | 39 500 t         |
| Vitesse             | 30 nds                   | 30,5 nds         | 32 nds           | 30 nds           | 30,5 nds         | 30 nds           |
| Armement            | 8 × 381 12 × 140 2 × 533 | 8 × 381 12 × 140 | 8 × 381 12 × 140 | 4 × 457 12 × 140 | 6 × 457 12 × 140 | 8 × 457 12 × 140 |
| Protection-ceinture | 203                      | 203              | 250              | 203              | 203              | 203              |

À partir de 1916, et à la suite de nombreux débats, le département des Constructions navales décide de poursuivre les travaux d’étude sur le projet no 3. Afin de gagner du poids, il fut décidé d’adopter des chaudières à petits tubes et les devis de poids étaient ainsi répartis :
Coque : 14 070 tonnes
Machines : 5 200 tonnes
Blindages : 10 100 tonnes [1]
Armements : 4 800 tonnes
Carburant : 1 200/4 000 tonnes
Equipement général : 750 tonnes
Le 19 avril, l’amirauté ordonnait la construction de trois croiseurs de bataille qui allaient former la classe « Admiral ». Le chantier John Brown allait réaliser le Hood, Cammell Laird le Howe et Fairfield le Rodney. Le 13 juin, il fut demandé la construction d’un quatrième bâtiment nommé Anson aux ateliers Armstrong Whitworth (les noms des bâtiments furent confirmés et officialisés le 14 juillet 1916).
[1] Le poids totale du blindage en 1941 est de 13 870 t

### Armement

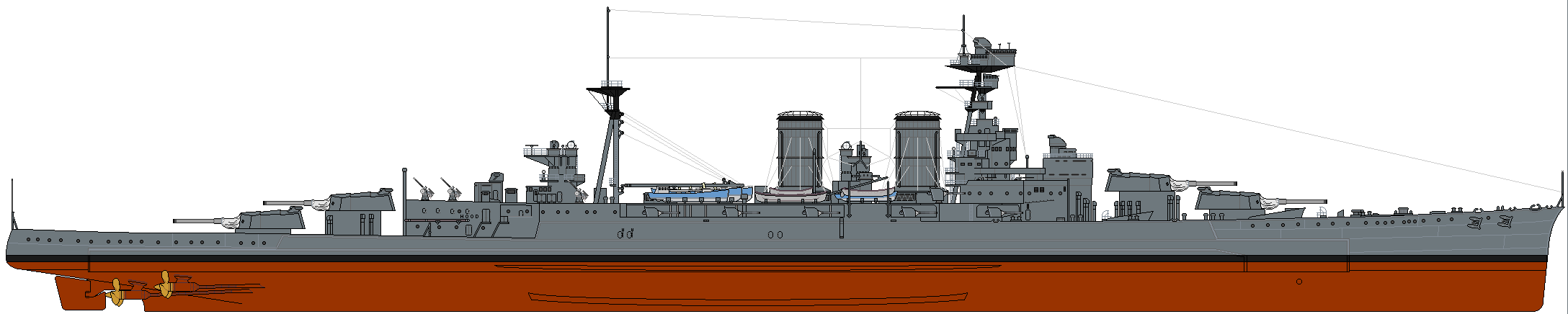
Profil du Hood vu en 1921.

Les huit pièces de 381 mm (conçues en 1912 et installées pour la première fois en 1914) allaient être réparties en quatre tourelles doubles Mk2 à commande hydraulique (le poids d’une tourelle double de 381 mm est de 880 tonnes placées dans l’axe du bâtiment, par paires en chasse et en retrait (Surperfing). Les tourelles étaient désignées « A », « B », « X » et « Y » d'avant en arrière. Le canon de 15 pouces mk.I est probablement le meilleur canon naval de gros calibre jamais développé par la Grande-Bretagne de toute sa grande histoire maritime (le premier tir à bord ayant eu lieu en 1915 et le dernier en 1954). Il arma les cuirassés de la classe Queen Elizabeth Revenge, Courageous, Renown, le HMS Vanguard et le HMS Hood. Pendant sa longue carrière, cette bouche à feu fit preuve d'une efficacité remarquable, ses premières cibles navales furent les bâtiments allemands pendant la bataille du Jutland où il engagea les croiseurs allemands à 19 000 yards soit 17 400 m. Le canon démontrera encore ses capacités 20 ans plus tard dans tous les théâtres où il fut engagé, notamment en juillet 1940 contre les Italiens, le HMS Warspite réussissant l'un des plus longs coups jamais enregistrés par un canon naval sur un navire ennemi lorsqu'il eut touché le cuirassé italien Giulio Cesare à environ 26 000 yards (23 770 m). Néanmoins, au milieu des années 1930, l'amirauté remet en doute les capacités de cette arme, considérée comme obsolète notamment en regard des derniers canons d'autres nations considérés comme plus puissants, capables de portées plus longues et de tirer des projectiles plus lourds. Parallèlement à cela, les navires transportant ces canons approchaient vingt ans de service et commençaient à montrer des signes d'usure. Inhibés par les restrictions du traité de remplacement des cuirassés, les Britanniques ont plutôt cherché à rectifier la situation en lançant un programme de « modernisation » dans lequel les navires avaient des révisions majeures effectuées et leurs armes améliorées.
1) La limite d'élévation supérieure des supports a été augmentée de 20 degrés à 30 degrés, qui a augmenté leur portée maximale avec des projectiles 4crh de 23 700 verges à 29 000 verges (de 21 670 m à 26 520 m).
2) Les projectiles ont été améliorés et une casquette balistique plus profilée (6crh) a été installée, ce qui a encore augmenté la portée à environ 32 000 verges (29 260 m) à 30 degrés d'élévation.
Le rythme auquel ces navires pouvaient être modernisés était limité, et au début de la Seconde Guerre mondiale, Malaya, Barham, Repulse et les cinq cuirassés de la classe Royal Sovereign n'avaient pas encore été mis à niveau. Royal Oak, Barham et Repulse ont été coulés au début de la guerre, mais les navires non modernisés restants ont reçu une "Super Charge" qui consistait en la plus grande charge propulsive possible que les canons et les supports pouvaient supporter en toute sécurité. Ceux-ci ont été émis à partir de la fin de 1941 et à l'élévation maximale de 20 degrés, ils permettaient une portée de 28 700 verges (26 240 m). Cependant, d'après une étude des archives, il semblerait qu'aucun navire n'ait jamais tiré avec des Super Charges, bien qu'elles aient été utilisées par l'artillerie côtière à Douvres. Les super charges n'ont pas été délivrées aux navires avec des montages à 30 degrés car l'usure accrue du canon et la contrainte de montage n'étaient pas considérées comme acceptables. Pour cette raison, les sources qui citent le HMS Vanguard comme ayant des portées de canon supérieures à 32 000 verges (29 260 m) sont quelque peu trompeuses, car une telle portée aurait nécessité l'utilisation de super charges, que le navire n'a jamais portées.
La conception de ces armes était en grande partie basée sur le 13,5"/45 (34,3 cm) Mark V.
| Hausse | Distance | Angle de pénétration |
| 2°6’   | 4 570 m  | 2,7°                 |
| 5°6’   | 9 140 m  | 6,6°                 |
| 9°3’   | 13 720 m | 11,7°                |
| 13°8’  | 18 290 m | 18,3°                |
| 19°2’  | 22 860 m | 26,3°                |
| 26°1’  | 27 430 m | 35,6°                |
| 30°5’  | 29 730 m | 40,7°                |

Pour la première fois des tourelles modèle mk2 furent montées sur un bâtiment, la principale différence est l'augmentation de l'élévation de 20° à 30° permettant l'augmentation de la portée à 26 500 m contre 21 700 pour les anciennes montures, une amélioration légère de la rotation et l'élévation des canons est aussi à noter, respectivement 5°/s et 2°/s.
L'armement secondaire du navire se composait de douze canons BL de 5,5 pouces (140 mm) Mk I, chacun avec 200 obus. Ils étaient expédiés sur des supports blindés à pivot unique installés le long du pont supérieur et du pont-abri avant. Cette position haute leur a permis de travailler par gros temps, car ils étaient moins affectés par les vagues et les embruns par rapport à la casemate. Ces canons furent montés uniquement sur le HMS Hood, HMS Furious et plus tard sur le porte-avions Hermes. Il n'est pas connu pour des performances supérieures aux canons de 152 mm en service à l'époque dans la marine britannique mais ses obus plus légers et donc plus faciles à manipuler furent préférés.
Deux de ces canons ont été temporairement remplacés par des canons anti-aériens (AA) QF 4 pouces (102 mm) Mk V entre 1938 et 1939. Puis tous les canons de 5,5 pouces ont été retirés lors d'une autre modification en 1940 au profit de canons en affût double ; les canons de 102 m sont reconnus comme raisonnablement bons en tant que canon AA (Le HMS Carlisle, un croiseur AA converti armé de canons de 102 mm, a abattu 11 avions pendant la guerre, le score le plus élevé parmi les croiseurs britanniques) mais leurs calibres relativement réduit a longtemps remis en cause leurs efficacités contre des cibles navales ; néanmoins ils se révéleront à la hauteur notamment sur les plus gros destroyers britanniques. Ils pouvaient être utilisés en mode de tir rapide (QF) ou semi-automatique (SA). En mode QF, la culasse était ouverte manuellement après le tir en déplaçant un levier qui éjectait également la douille utilisée. En mode SA, la culasse s'ouvrait automatiquement après le tir et éjectait la douille utilisée. Pendant le chargement, le mécanisme de culasse se fermait automatiquement lorsque le bord de la cartouche heurtait les éjecteurs, le canon pouvait alors atteindre la cadence de tir de 20 coups par minute, un obus toutes les trois secondes. Il y avait trois types de munitions : une HE classique, un obus SAP et un obus chronométrique (remplacé par un obus à détonation de proximité) pour lutter contre les avions à l'aide du radar.
La disposition sur le navire est la suivante :
- trois emplacements doubles à bâbord ;
- trois emplacements doubles à tribord.

Nommés respectivement : "P1", "P2", "P3" et "S1", "S2", "S3".
| 1920 | 8 pièces de 381 mm de 42 cal Mk I [1] 12 pièces de 140 mm Mk I en affuts simples 4 pièces de 102 mm Mk V de 45 cal en affûts simples 6 tubes lance-torpilles de 533 mm (4 torpilles aériennes et 2 sous-marines) [2] |
| 1939 | 8 pièces de 381 mm de 42 cal Mk I 14 pièces de 102 mm de 45 cal Mk XVI 24 pièces de 40 mm PomPom Mk VIII 16 pièces de 12 7 mm Vickers Mk III 4 tubes lance-torpilles de 533 mm (torpilles aériennes) Cinq UP [3]     |

Le navire en 1920 dispose de six tubes lance-torpilles de 533 mm pesant 1522 kg pour 233,6 kg de TNT ; deux tubes immergés (un à bâbord, un à tribord) situés sous la ligne de flottaison, un peu en avant de la tourelle "A". Ils furent retirés en 1937 ; les quatre autres sont situés approximativement à mi-chemin entre la ligne de flottaison et le pont-abri parallèlement au mât principal. Ils ne seront jamais retirés. 

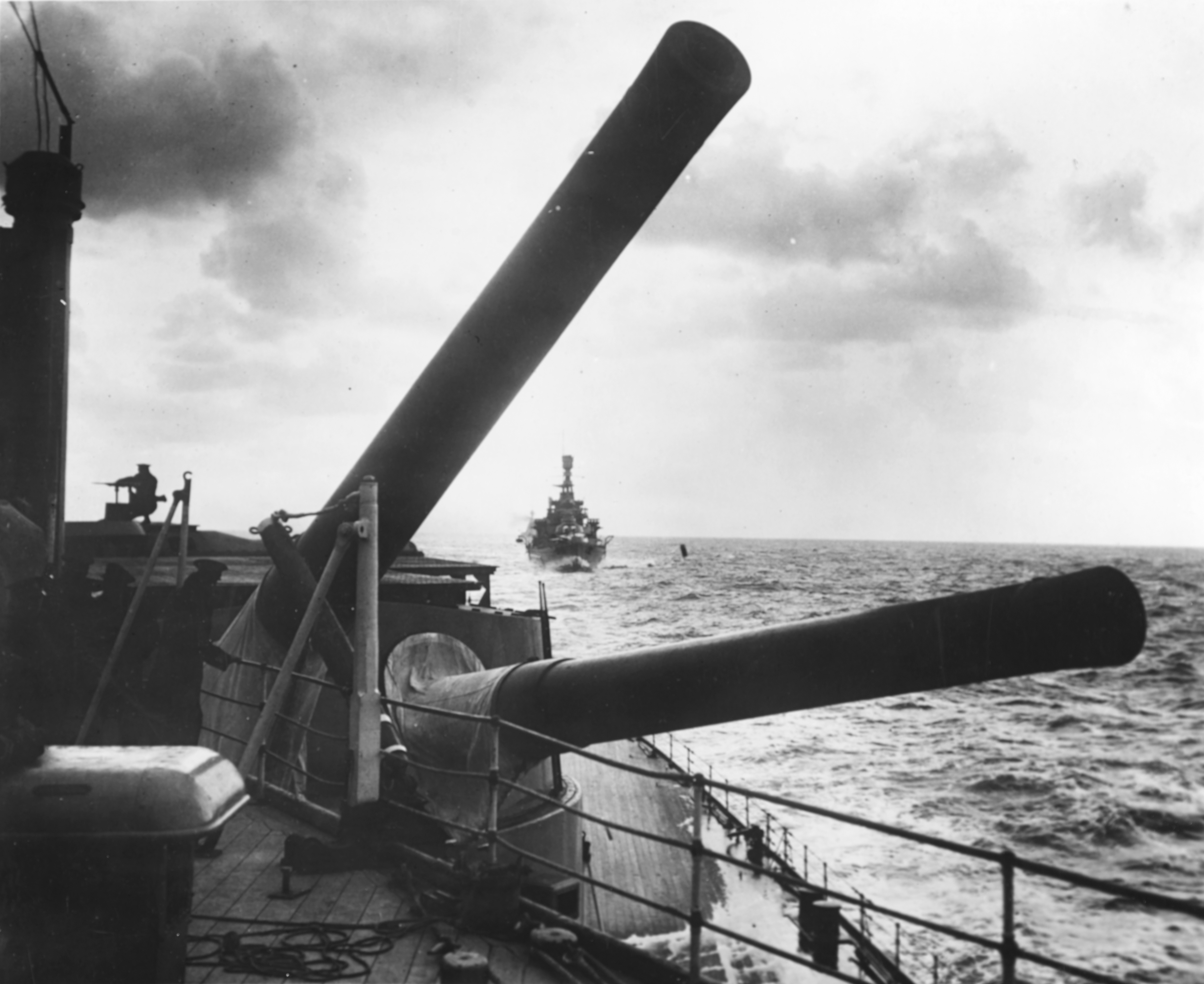
Gros plan sur une tourelle du Hood. Tirer dans cette position pourrait endommager le pont et la superstructure.

[1] Les canons disposent de 120 obus avec une cadence de tir de deux coups par minute.
[2] Environ 28 torpilles ont été transportées de type Mk IV.
[3] Le navire reçut aussi plusieurs lance-roquettes UP (Unrotated Projectile) qui pouvaient lancer des roquettes de 180 mm (7 in) à une hauteur de 305 m. Le projectile explose alors, lâchant une mine maintenue par trois parachutes faisant barrage aux attaques aériennes.

### Directions de tir
La direction de tir pour les pièces principales est assurée par le télémètre au-dessus du "Spotting Top" et le télémètre au sommet de la tour "Conning". De plus le navire dispose de cinq télémètres de 9,15 m en place sur les tourelles et le blockhaus. Deux appareils de 4,57 m sont aussi disponibles, un sur la direction de tir tribord et un au poste arrière consacré aux pièces secondaires. L’artillerie antiaérienne est assistée par un télémètre de 4,57 m, un de 3,66 m et un de 2 m de base. En 1939, il y a trois télémètres de 4,46 m.
Fonctionnement : pour que Hood touche la cible, il était nécessaire de prévoir où cette cible serait, par rapport au Hood, quand les obus atterriraient. Fondamentalement, tout ce que Hood avait besoin de savoir était la distance actuelle par rapport à la cible et la vitesse à laquelle elle changeait, ainsi que le relèvement (et le taux de changement de relèvement) de la cible :
- la cible serait sélectionnée (généralement par le capitaine du navire), et indiquée à tous les postes de contrôle de l'artillerie : le relèvement exact des lunettes à travers lesquelles l'observateur regardait était transmis aux récepteurs Evershed ;
- des télémètres, montés dans les tourelles, et en altitude, seraient pointés sur la cible, et recueilleraient les données de distance et les transmettraient ci-dessous à la station émettrice, où elles étaient tracées sur la table Dreyer ;
- le viseur du directeur de tir, monté dans la tour du directeur, serait pointé directement sur la cible et transmettrait le relèvement au-dessous au TS ;
- le cap (à partir du compas gyroscopique) et la vitesse (à partir du journal Forbes) ont également été recueillis. Il est important de noter que le relèvement a été acquis beaucoup plus précisément que la distance ; généralement, les navires étaient capables de mettre leurs salves "en marche" par la déviation beaucoup plus rapidement qu'à l'aide des télémètres.

Quand tout était prêt, l'officier d'artillerie ordonnait « tirer ! » et le Director Layer, en altitude, appuierait sur la gâchette actionnant les armes électriquement.
Si le besoin d'un tir divisé se faisait sentir, la tourelle "B" contrôlait les deux tourelles avant et la tourelle "X" les deux tourelles arrières. Chaque tourelle pouvait s'appuyer sur son propre télémètre et ses propres s[Quoi ?].

### Le blindage
La protection des croiseurs de la classe Admiral est inspirée du modèle de protections des navires de la classe Tiger. Mais à la suite de la bataille du Jutland, il fut décidé de la modifier en augmentant la masse de 5 100 t.
La protection représente 33 % de son déplacement, une proportion élevée selon les normes britanniques.
La ceinture blindée se composait d’une armure cimentée Krupp durcie à la face, disposée en trois virures. La ceinture de flottaison principale avait une épaisseur de 12 pouces (305 mm) entre les barbettes « A » et « Y » et amincie à 5 à 6 pouces (127 à 152 mm) vers les extrémités du navire, mais n'a atteint ni la proue ni la poupe. La ceinture de blindage du milieu avait une épaisseur maximale de 7 pouces (178 mm) sur la même longueur que la partie la plus épaisse du blindage de la ligne de flottaison et amincie à cinq pouces de front de la barbette « A ».
| Ceinture blindée | 305 mm-130 mm AV-150 mm AR []                        |
| Cloison          | 127 mm à 101 mm                                      |
| Pont blindé      | 100 mm                                               |
| Pont supérieur   | 50 mm                                                |
| Blockhaus        | face/côtés/arrière=280 mm-toit=230 mm-plancher=60 mm |
| Tourelle         | face=381 mm-côtés=279/305 mm-toit=127 mm             |
| Barbette         | 305 mm                                               |

Les tourelles et les barbettes étaient protégées par 11 à 15 pouces (279 à 381 mm) de blindage, à l'exception des toits des tourelles, qui avaient 5 pouces d'épaisseur. Les tabliers étaient en acier à haute résistance. Le pont du gaillard variait de 1,75 à 2 pouces (44 à 51 mm) d'épaisseur, tandis que le pont supérieur avait 2 pouces (51 mm) d'épaisseur sur les magasins et 0.75 pouces (19 mm) ailleurs. Le pont principal avait 3 pouces (76 mm) d'épaisseur au-dessus des magasins et 1 pouce (25 mm) ailleurs, à l'exception de la pente de 2 pouces d'épaisseur qui rejoignait le bas de la ceinture principale. Le pont inférieur avait 3 pouces d'épaisseur au-dessus des arbres d’hélice, 2 pouces d'épaisseur au-dessus des magasins et 1 pouce ailleurs.
Le blockhaus du Hood était le plus imposant, le plus moderne et le plus lourd 900 t) jamais embarqué sur un navire de guerre. Avec une protection de 280 mm sur les faces/côtés/arrière, il assure une protection convenable pour ses occupants.
La protection sous-marine était assurée par un bulbe rempli de tube chargé d’atténuer les explosions, mis au point par le professeur Hopkinson. Ce bulbe débutait au niveau de la tourelle « A » et finissait au niveau de la tourelle « Y ». La protection avait été testée sur de vieux cuirassés, ce qui théoriquement permettait à l'Admiral Hood de supporter quatre ou cinq torpilles.
Le navire dispose de pompes de cales avec une capacité d'évacuation de 20 000 t d'eau par heure.
La ceinture est inclinée de 12° et fait 171,30 m de longueur pour une hauteur de 4,35 m.

### La propulsion
Le Hood était un bâtiment à vapeur. En effet des grandes quantités de mazout (4 000 t de charge maximale) étaient brûlées dans les machines du navires pour convertir l'eau en vapeur, qui faisait tourner les arbres de transmissions, mais une des grandes innovations pour ce bâtiment est l'adoption de turbines (au nombre de quatre Brown-Curtis) à engrenages alimentées en vapeur par des chaudières (24 Yarrow) à petits tubes. Les 24 chaudières sont réparties en quatre rues de chauffe. Chacune d'entre elles est équipée de six ventilateurs. Les turbines sont en place dans trois salles des machines, celle de l'avant accueille deux turbines et ses réducteurs qui entraînent les hélices externes bâbord et tribord. La salle des machines centrale comprend une turbine et son réducteur qui entraîne l'hélice interne bâbord et la salle des machines arrière comprend elle aussi une seule turbine et son réducteur qui entraîne l'hélice interne tribord.
Ses machines donnent au Hood la possibilité d'atteindre les 32 nds, en 1928 (il est alors le navire le plus rapide du monde). Sa vitesse sera réduite à 29 nds en 1939 pour limiter l'usure du bâtiment.

### Les radars
Le Hood en 1941 au moment de sa destruction était équipé de deux radars, le radar d'artillerie type 284 et le radar de recherche aérienne type 279M (qui pouvait également fournir une télémétrie de surface si nécessaire).
Le radar d'artillerie type 284 d'une longueur d'onde de 50 cm, d'une puissance de sortie d'environ 25 kW, une fréquence d'approximativement 600 MHz et d'une portée de 10 miles (18,5 m. Il est le radar principal d'artillerie utilisé à bord des grands navires de guerre britanniques. Monté lors de son carénage du 16 janvier 1941 au 15 mars 1941 à Rosyth. Le HMS Hood l'aurait utilisé principalement pour diriger les tirs de ses canons principaux de 380 mm.

### Avions embarqués

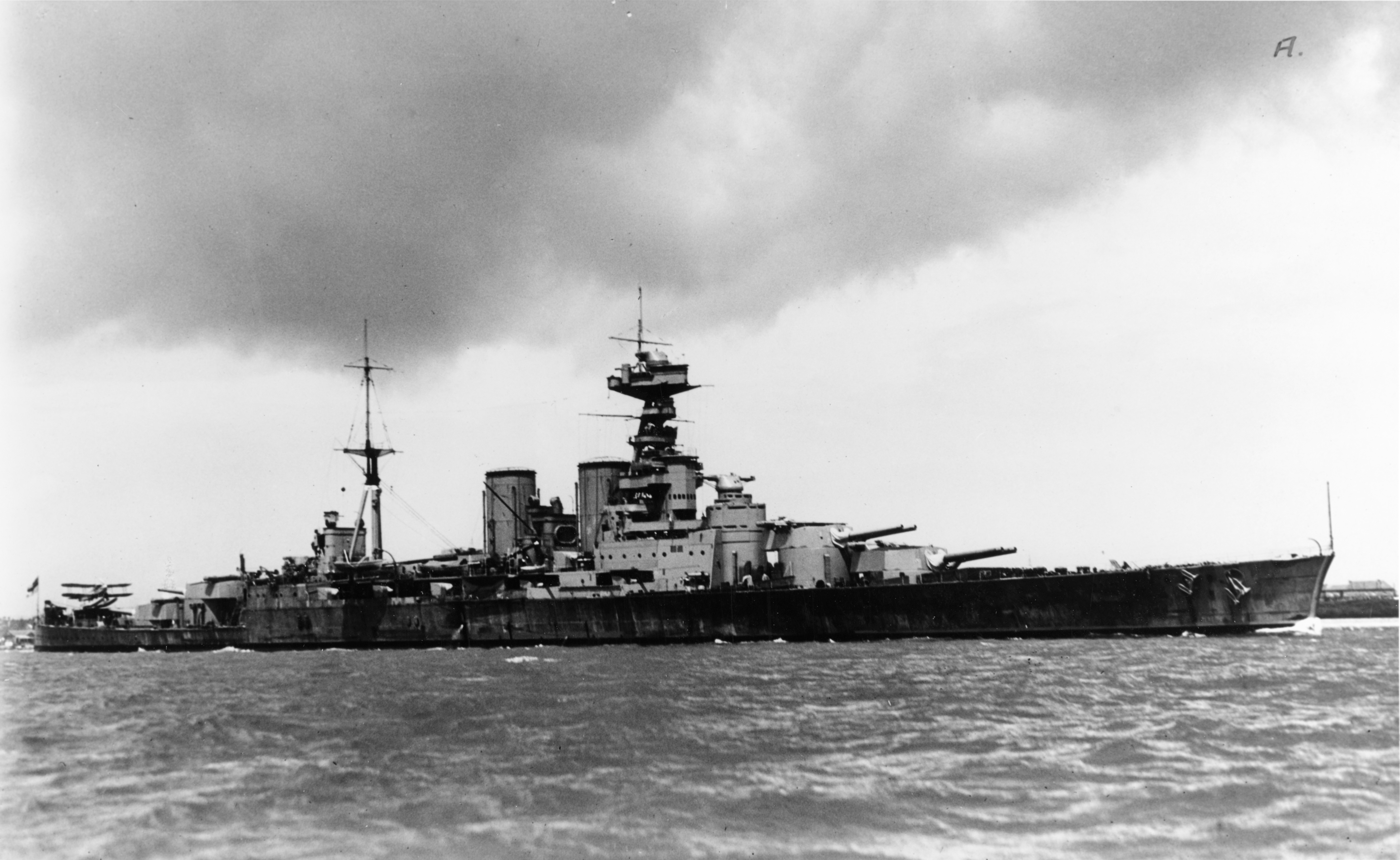
Le Hood après avoir été équipé d'une catapulte d'avion ; un Fairey IIIF est visible sur sa poupe, 1932.

Le Hood était initialement équipé de ponts d'envol montés sur les tourelles "B" et "X", à partir desquelles des Fairey Flycatchers pouvaient décoller. Au cours de son radoub de 1929 à 1931, la plate-forme a été retirée de la tourelle 'X' et une catapulte rotative et repliable a été installée sur sa plage arrière, ainsi qu'une grue pour récupérer un hydravion. Il embarqua un Fairey IIIF du squadron no 444 de la Royal Air Force. Au cours de la croisière de l'Inde de l'Ouest de 1932, la catapulte s'est avérée difficile à faire fonctionner dans autre chose qu'une mer calme, car elle était souvent inondée par mauvais temps. La catapulte et la grue ont été retirées en 1932, ainsi que la plate-forme de décollage sur la tourelle "B".

## Historique

### Construction

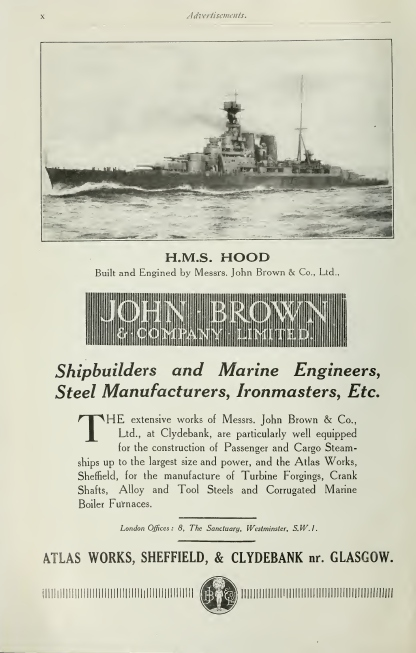
Publicité pour la construction du navire par John Brown, dans le Brassey's Naval Annual 1923.

La construction de Hood a commencé au chantier naval John Brown & Company à Clydebank, en Écosse, sur le chantier no 460, le 1er septembre 1916. À la suite de la perte de trois croiseurs de bataille britanniques lors de la bataille du Jutland, 5 000 tonnes de blindage et de contreventement supplémentaires ont été ajoutés à la conception de Hood. Mieux exprimé, la protection du pont était défectueuse - répartie sur trois ponts, elle était conçue pour faire exploser un obus entrant lors de l'impact avec le pont supérieur, une grande partie de l'énergie étant absorbée lorsque l'obus qui explosait devait pénétrer le blindage des deux ponts suivants. Le développement d'obus à retardement à la fin de la Première Guerre mondiale a rendu ce schéma beaucoup moins efficace, car l'obus intact pénétrait des couches de blindage faible et explosait profondément à l'intérieur du navire. De plus, cette unité était en surpoids par rapport à sa conception originale, ce qui en faisait un navire embarquant de l'eau avec une structure fortement sollicitée.
Il a été lancé le 22 août 1918 par la veuve du contre-amiral Sir Horace Hood, un arrière-arrière-petit-fils de l'amiral Samuel Hood, d'après qui le navire a été nommé. Sir Horace Hood avait été tué alors qu'il commandait la 3e escadre de croiseurs de bataille et arborait son drapeau sur l'Invincible, l'un des trois croiseurs de bataille qui a explosé lors de la bataille du Jutland. Pour faire de la place dans le chantier naval pour la construction marchande, le Hood a navigué vers Rosyth pour terminer son armement le 9 janvier 1920. Après ses essais en mer, il est mis en service le 15 mai 1920, sous les ordres du Captain Wilfred Tompkinson. Il avait coûté 6 025 000 £ à construire.
Avec ses cheminées jumelles et son profil élancé, le « Hood » était considéré comme l'un des plus beaux navires de guerre jamais construits. Il était également le plus grand navire de guerre à flot lorsqu'il a été mis en service et a conservé cette distinction pendant les 20 années suivantes. Sa taille et son armement puissant lui ont valu le surnom de "Mighty Hood" et il en est venu à symboliser la puissance de l'Empire britannique lui-même.

### Avant la Seconde Guerre mondiale
Le navire ne prit pas part aux combats de la Première Guerre mondiale. Pour des raisons de prestige, le navire passa une grande partie de l'entre-deux-guerres à rendre visite aux autres parties de l'empire britannique ou aux autres pays.
Peu après sa mise en service, le 15 mai 1920, le 'Hood' est devenu le vaisseau amiral de l'escadron de croiseurs de bataille de la Flotte de l’Atlantique, sous le commandement du Contre-amiral Sir Roger John Brownlow Keyes. Après une croisière dans les eaux scandinaves cette année-là, le capitaine Geoffrey Mackworth prit le commandement. Le 'Hood' a visité la Méditerranée en 1921 et 1922 pour montrer le drapeau et s’entraîner avec la flotte méditerranéenne, avant de partir en croisière au Brésil et aux Antilles en compagnie de l'escadron de croiseurs.
|    | Rang         | drapeau | Nom                   | periode                          | vaisseau amiral |
| -- | ------------ | ------- | --------------------- | -------------------------------- | --------------- |
| 1  | Rear-Admiral |         | Sir Roger Keyes       | 8 avril 1919 – 31 mars 1921      | Tiger           |
| 1  | Rear-Admiral | Hood    | Sir Roger Keyes       | 8 avril 1919 – 31 mars 1921      |                 |
| 2  | Rear-Admiral |         | Sir Walter Cowan      | 31 mars 1921 – 15 mai 1923       | Hood            |
| 3  | Vice-Admiral |         | Sir Frederick Field   | 5 mai 1923 – 13 octobre 1924     | Hood            |
| 4  | Vice-Admiral |         | Cyril Fuller          | 30 avril 1925 – 21 mai 1927      | Hood            |
| 5  | Vice-Admiral |         | Sir Frederic Dreyer   | 21 mai 1927 – 21 mai 1929        | Hood            |
| 6  | Vice-Admiral |         | Dudley Pound          | 21 mai 1929 – 24 avril 1931      | Renown          |
| 7  | Vice-Admiral |         | Wilfred Tomkinson     | 24 avril 1931 – 15 août 1934     | Hood            |
| 8  | Vice-Admiral |         | Sir William James     | 15 août 1932 – 14 août 1934      | Hood            |
| 9  | Vice-Admiral |         | Sir Sidney Bailey     | 14 août 1934 – 22 juillet 1936   | Hood            |
| 10 | Vice-Admiral |         | Sir Geoffrey Blake    | 22 juillet 1936 – 3 juillet 1937 | Hood            |
| 11 | Vice-Admiral |         | Sir Andrew Cunningham | 3 juillet 1937 – 23 juillet 1938 | Hood            |
| 12 | Rear-Admiral |         | Geoffrey Layton       | 23 juillet 1938 – 1er juin 1939  | Hood            |
| 13 | Rear-Admiral |         | William Whitworth     | 1er juin 1939 – 11 mars 1940     | Hood            |
| 14 | Rear-Admiral |         | Sir James Somerville  | 30 juin - 10 août 1940           | Hood            |
| 15 | Rear-Admiral |         | William Whitworth     | 10 août 1940 – 8 mai 1941        | Hood            |
| 16 | Vice-Admiral |         | Lancelot Holland      | 12–24 mai 1941                   | Hood            |

Le capitaine John Knowles Im Thurn était aux commandes lorsque le 'Hood', accompagné du croiseur de combat Repulse et les croiseurs de Classe Danae du 1st Light Cruiser Squadron, sont partis en croisière mondiale d’ouest en est via le Canal de Panama en novembre 1923. L’objectif de la croisière était de rappeler aux dominion leur dépendance envers la puissance maritime britannique et de les encourager à la soutenir avec de l’argent, Ils sont rentrés chez eux 10 mois plus tard, en septembre 1924, après avoir visité l'Afrique du Sud, l'Inde britannique, l’Australie, la Nouvelle-Zélande, le Canada et quelques petites colonies et dépendances, ainsi que les États-Unis.

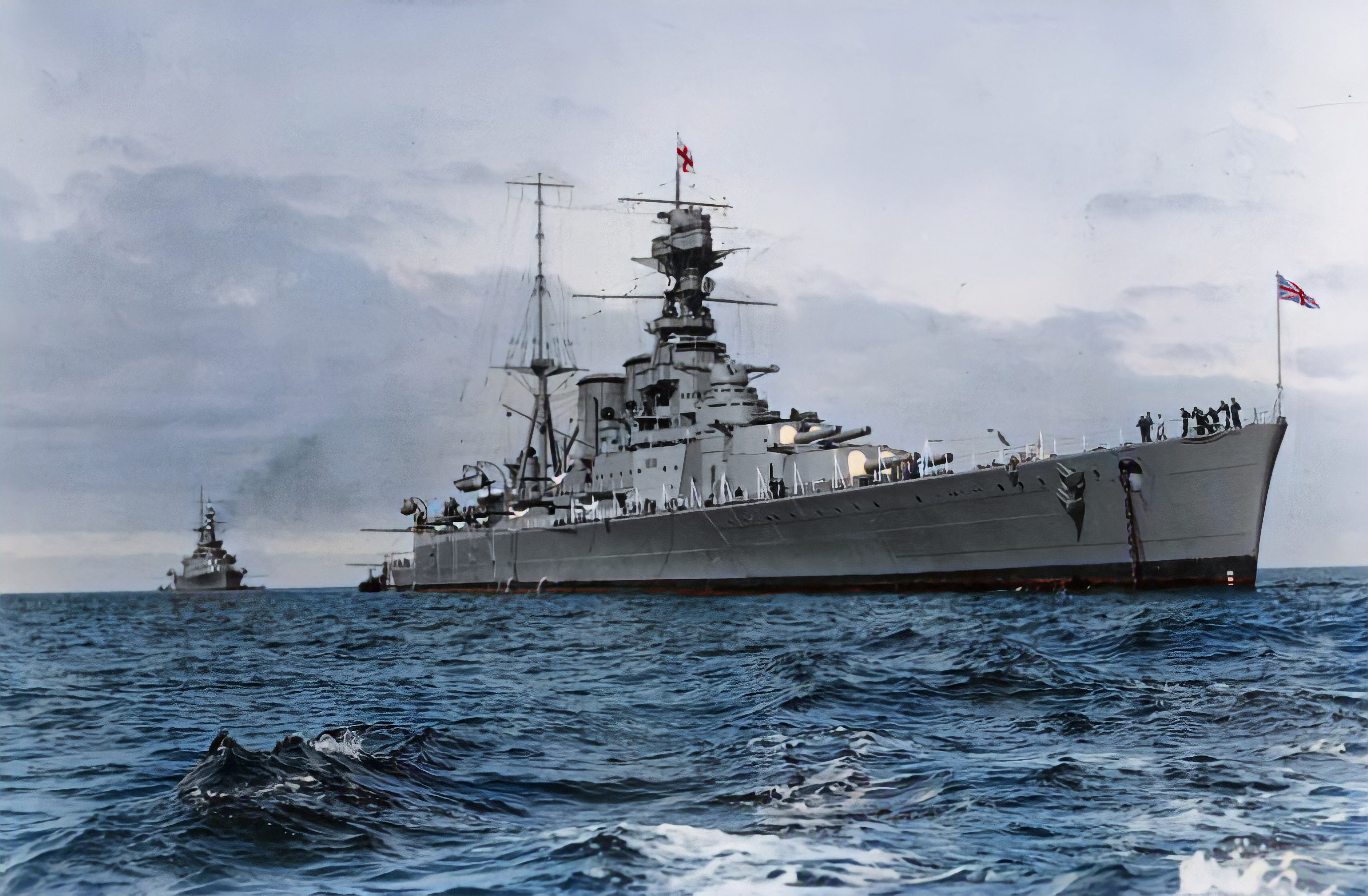
Le Hood (avant-plan) et le Repulse (arrière-plan) à l’ancre à Adélaïde en Australie du Sud lors de leur tournée mondiale, 1924.

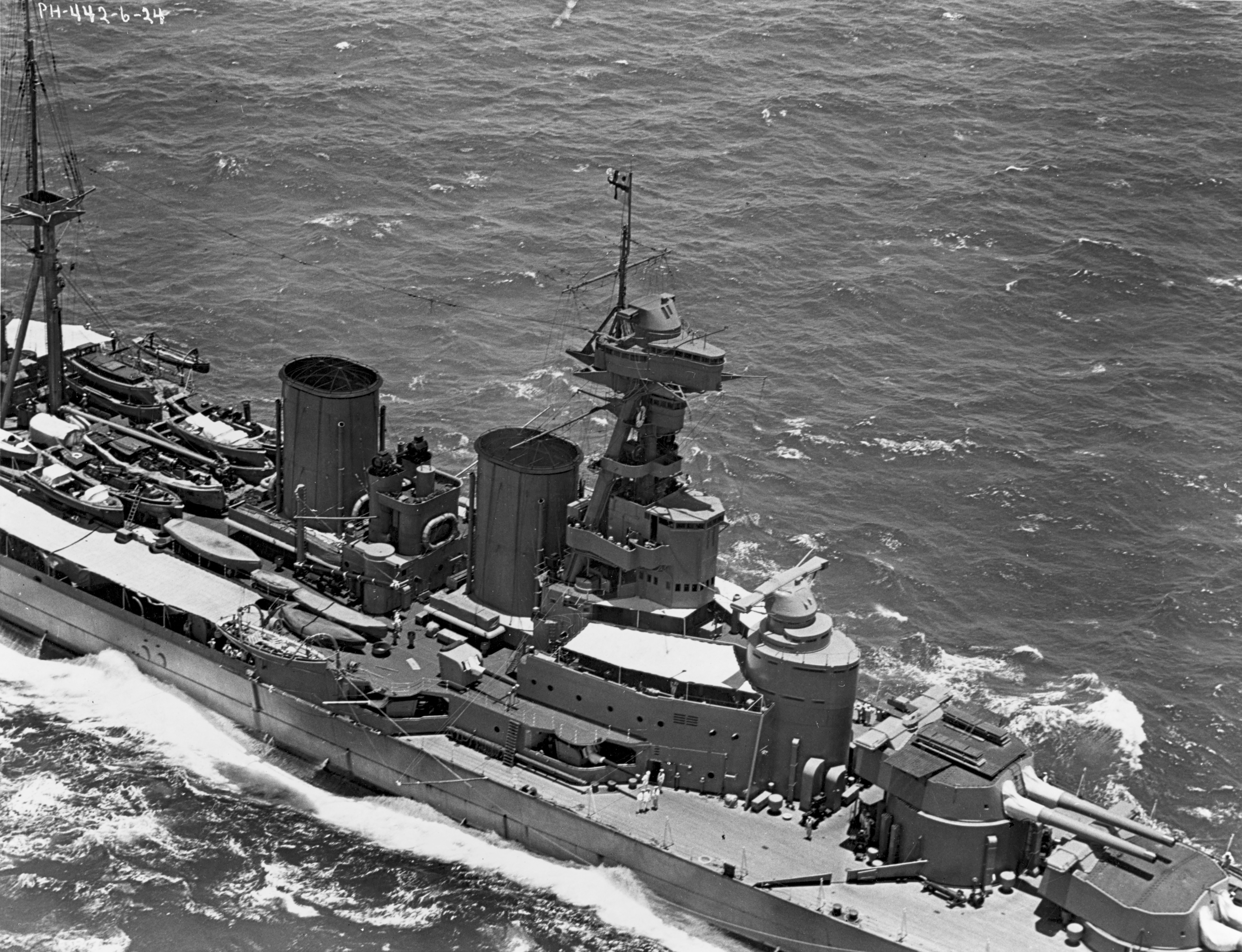
HMS Hood, en 1924.

Pendant son séjour en Australie en avril 1924, l’escadron a escorté le cuirassé HMAS Australia en mer, où il a été sabordé conformément au Traité naval de Washington . L’escadron de cuirassés a visité Lisbonne en janvier 1925 pour participer aux célébrations Vasco da Gama avant de continuer en Méditerranée pour des exercices. Le 'Hood' a poursuivi ce modèle de visite d’entraînement d’hiver en Méditerranée pour le reste de la décennie. Le capitaine Harold Reinold relève le capitaine im Thurn le 30 avril 1925 et est relevé à son tour par le capitaine Wilfred French le 21 mai 1927. Taylor, p. 236–238
Le « Hood » a fait l’objet d’une refonte majeure du 1er mai 1929 au 10 mars 1931, puis a repris son rôle de navire amiral de l’escadre de croiseurs de guerre sous le commandement du capitaine Julian Patterson. Plus tard cette année-là, son équipage a participé à la Mutinerie d'Invergordon sur les réductions de solde pour les marins. Elle s’est terminée paisiblement et le 'Hood' est retourné à son port d’attache après. L’escadrille de cuirassés fit une croisière dans les Caraïbes au début de 1932, et 'Hood' reçut un autre bref carénage entre le 31 mars et le 10 mai à Portsmouth. Le capitaine Thomas Binney prit le commandement le 15 août 1932 et le navire reprit sa pratique antérieure de croisière hivernale en Méditerranée l’année suivante. Le capitaine Thomas Tower remplace le capitaine Binney le 30 août 1933. Entre le 1er août et le 5 septembre 1934, ses systèmes de contrôle de tir des canons secondaires et de la DCA ont été réaménagés au cours d’un autre carénage rapide.
En route vers Gibraltar pour une croisière en Méditerranée, le 'Hood' a été percuté par le croiseur Renown à bâbord. Les dommages au capot se limitaient à son hélice extérieure gauche et à une bosselure 18 pouces (457,2 mm), bien que certaines plaques de coque se soient détachées à l’impact.
Des réparations temporaires ont été effectuées à Gibraltar avant que le navire ne s’embarque pour Portsmouth pour des réparations permanentes entre février et mai 1935. Les capitaines des deux navires étaient en cour martiale, tout comme le commandant de l’escadron, le contre-amiral Sidney Bailey. Tower et Bailey ont été acquittés, mais le capitaine Sawbridge a été relevé de son commandement. L’amirauté s’est opposée au verdict, a réintégré Sawbridge et a critiqué Bailey pour ses signaux ambigus pendant la manœuvre.

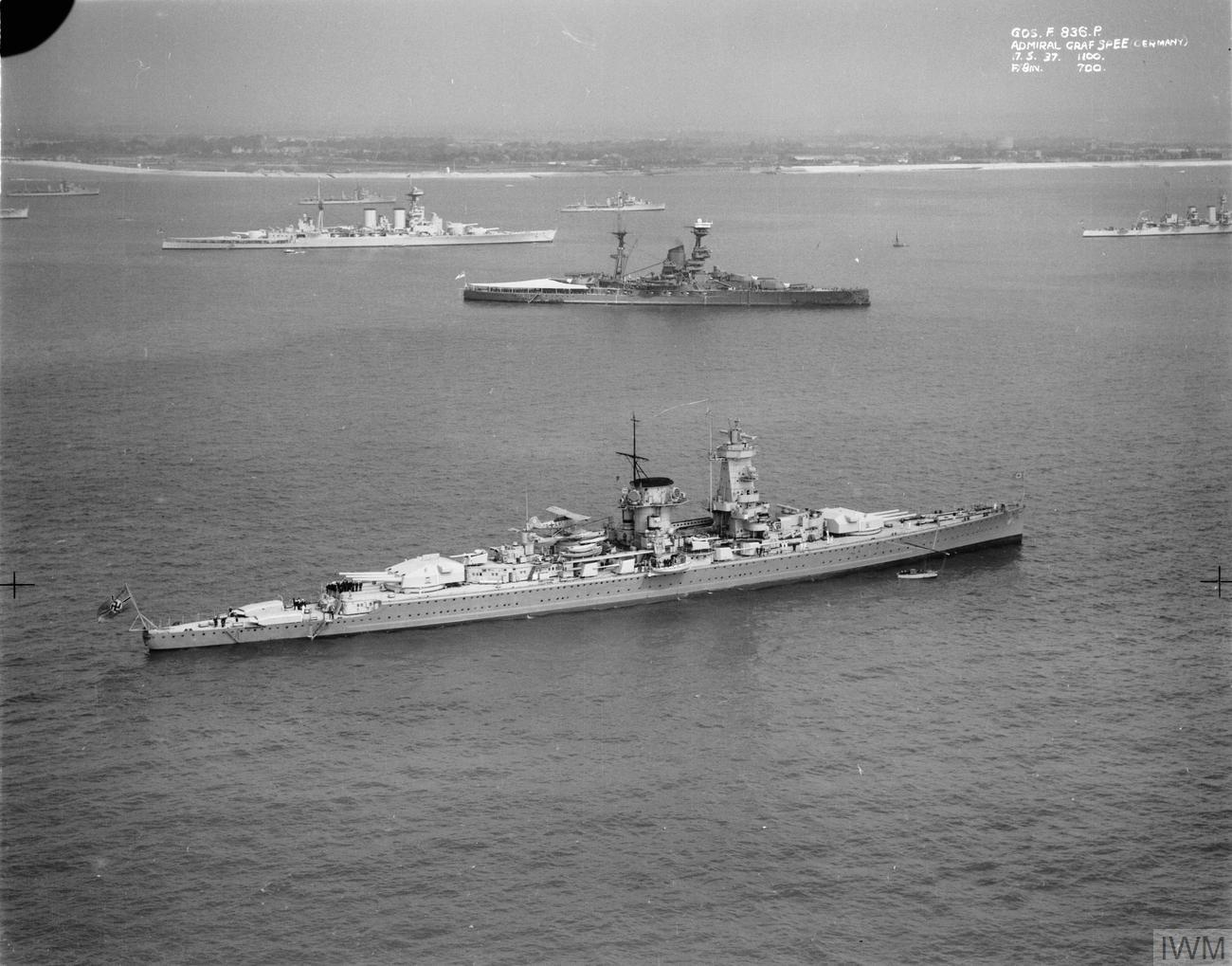
Navires de guerre à la spithead fleet revue de 1937. Le croiseur lourd allemand Admiral Graf Spee a ancré au large. En arrière-plan se trouvent le cuirassé HMS Resolution et le HMS Hood.

Le navire a participé à la Revue navale Silver Jubilee du roi George VI à Spithead le 20 mai 1937. Il a été attaché à la flotte méditerranéenne peu après et stationné à Gibraltar au début de la Seconde guerre italo-éthiopienne en octobre. Le capitaine Arthur Pridham prit le commandement le 1er février 1936 et le 'Hood' retourna à Portsmouth pour un bref radoub entre le 26 juin et le 10 octobre 1936. Il a été officiellement transféré à la flotte méditerranéenne le 20 octobre, peu après le début de la Guerre civile espagnole. Le 23 avril 1937, le navire escorta trois navires marchands britanniques dans le port Bilbao malgré la présence du croiseur léger Nationaliste Almirante Cervera qui tenta de bloquer le port. Le Hood a été réaménagé à Malte en novembre et décembre 1937, et ses tubes lance-torpille immergés ont été retirés. Le capitaine Pridham a été relevé de ses fonctions par le capitaine Harold Walker le 20 mai 1938, puis il a été relevé de ses fonctions lorsque le navire est retourné à Portsmouth en janvier 1939 pour une révision qui a duré jusqu’au 12 août.
Le 'Hood' devait être modernisé en 1941 pour l’amener à un niveau similaire à celui des autres navires modernisés de la Première Guerre mondiale. Il aurait reçu de nouvelles turbines et chaudières plus légères, un armement secondaire de huit doubles tourelles de canon de 5.25 pouces, et six octuple 2-pounder "pom-pom". Sa virure supérieure de 5 pouces aurait été retirée et son armure de pont renforcée. Une catapulte aurait été installée sur le pont et les tubes lance-torpille restants auraient été retirés. De plus, la tour de manœuvre aurait été enlevée et son pont reconstruit.
Le service actif presque constant du navire, résultant de son statut de navire de la Royal Navy le plus apte au combat, a signifié que son état matériel s’est progressivement détérioré, et au milieu des années 1930, il avait besoin d’une longue révision. Le déclenchement de la Seconde Guerre mondiale a rendu son retrait du service presque impossible et, par conséquent, il n’a jamais reçu la modernisation prévue accordée à d’autres navires de la classe Queen Elizabeth. Le condenseur du navire était en si mauvais état à ce moment-là qu’une grande partie de la sortie d’eau douce des évaporateurs était nécessaire pour réapprovisionner l'eau d'alimentation de chaudière. L’équipage ne pouvait pas s’en servir pour se laver, ni même pour chauffer les ponts du mess par temps froid, car les conduites de vapeur fuyaient trop, ce qui a également réduit sa puissance de vapeur et l’a empêché d’atteindre sa vitesse prévue.

### Seconde Guerre mondiale
Le capitaine Irvine Glennie a pris le commandement en mai 1939 et le « Hood » a été affecté à l'escadron de croiseurs de guerre de la Home Fleet pendant qu'il était encore en train de se réaménager. Lorsque la guerre a éclaté plus tard cette année-là, le Hood est transféré à la base navale de Scapa Flow, au nord de l'Écosse où il a été employé principalement pour patrouiller dans les environs de l'Islande et des îles Féroé afin de protéger les convois et d'intercepter les corsaires de navires marchands et forceur de blocus allemands tentant de percer dans l'Atlantique nord. Le 25 septembre 1939, la Home Fleet fit une sortie dans le centre de la mer du Nord pour couvrir le retour du sous-marin endommagé Spearfish. La flotte est repérée et attaquée par des bombardiers allemands du KG 26 et du KG 30. Le Hood a été touché par une bombe de 250 kg d'un bombardier Junkers Ju 88 qui a endommagé son renflement anti-torpille bâbord. Au début de 1940, la machinerie du Hood était dans un état lamentable et limitait sa meilleure vitesse à 26,6 nd; il a été réaménagé entre le 4 avril et le 12 juin.

#### Attaque de la flotte française à Mers el-Kébir
Lorsque la France signe l'armistice avec l'Allemagne et l'Italie en juin 1940, l'Angleterre se retrouve seule et son existence est alors menacée. Les termes de l'armistice remis au gouvernement français dont la copie parviendra à Londres le 22 juin, posent problème, notamment l'article 8, ci-dessous :
Article 8 : « La flotte de guerre française, à l'exception de la partie qui est laissée à la disposition du gouvernement français pour la sauvegarde des intérêts dans son empire colonial, sera rassemblée dans les ports à déterminer et devra être désarmée sous le contrôle de l'Allemagne et respectivement par l'Italie. La désignation de ces ports sera faite d'après les ports d'attache des navires en temps de paix. Le gouvernement allemand déclare solennellement au gouvernement français qu'il n'a pas l'intention de les utiliser pendant la guerre, à ses propres fins, la flotte de guerre française stationnée dans des ports sous contrôle allemand, sauf les unités nécessaires à la surveillance des côtes et au dragage des mines. »
Pour Churchill : « L'article 8 des accords d'armistice stipulait qu'en dehors de la partie effectuée à la défense des intérêts de l'empire colonial, la flotte française « serait rassemblée dans des ports à désigner, pour y être démobilisée et désarmée sous le contrôle allemand ou italien. » Il était donc évident que les navires français passeraient sous contrôle alors qu'ils étaient encore armés. Il est vrai que, dans le même article le gouvernement allemand déclarait solennellement qu'il n'avait nulle intention de les utiliser à ses propres fins au cours des hostilités. Mais quel homme sensé aurait ajouté foi à la parole d'Hitler après toutes les infamies commises et dans la conjecture du moment ? De plus, l'article excluait de cette garantie « les unités nécessaires à la surveillance côtières et aux dragages ». L'interprétation de cette clause était à la discrétion des Allemands. Enfin, l'armistice pouvait être dénoncé à tout moment sous n'importe quel prétexte de violation des engagements. De fait, il ne nous offrait pas la moindre garantie. Nous devions à tout prix, d'une façon ou d'une autre et quels fussent les risques, faire en sorte que la marine de la France ne tombât pas entre les mains criminelles, pour provoquer ensuite notre ruine et celle d'autres nations. »
Même Darlan se méfie de l'article 8, prévoyant le désarmement des navires dans des bases en zone occupée (Cherbourg, Brest et Lorient, Toulon le seul port à ne pas se situer en zone d'occupation mais, il est à moins de 200 km de la frontière italienne) et le terme « surveillance des côtes » très vague qui laisse entendre de nombreuses interprétations.
Il est clair que la parole des amiraux français « que la flotte française ne se rendrait jamais » ne constituait qu'une faible garantie pour le gouvernement britannique. Ces derniers décident donc de prendre des mesures pour que la marine française, à l'époque la cinquième puissance navale mondiale, ne tombe pas entre les mains de l'ennemi (contrairement à leur armée et aviation). C'était d'une importance vitale, car la marine française était la deuxième plus grande au monde, et si elle était associée à la flotte allemande et italienne, ses navires constitueraient une menace pour les routes commerciales du monde entier et donc menaceraient la survie même de la Grande-Bretagne.
C'est donc dans ce contexte très tendu que HMS Hood reçoit l'ordre de se rendre à Gibraltar pour rejoindre la Force H le 18 juin 1940. Le 29 juin, l'amiral Somerville pose sa marque sur Le croiseur de bataille qui devient le vaisseau amiral de la force H composée entre autres des cuirassés HMS Resolution et HMS Valiant et du porte-avions HMS Ark Royal.
Seulement huit jours après la capitulation française, l'Amirauté britannique lance un ultimatum à la flotte française à Oran pour envoyer ses navires dans un port britannique ou neutre pour s'assurer qu'ils ne tomberaient pas entre les mains de l'Axe. La Force H prend position devant les ports abritant des navires Français, notamment à Mers-el-Kebir. L'amiral Somerville dispose d'un porte-avions, de deux cuirassés, du HMS Hood, de deux croiseurs et onze destroyers.
C'est à 3 h 30 du matin, que le Foxhound (un destroyer britannique) est détaché de la flotte avec à son bord le capitaine Holland. Holland était à l'époque capitaine de l'Ark Royal et avait été l'attaché naval à Paris. Il avait pour but d'essayer d'obtenir une entrevue avec l'amiral Gensoul qui commandait la flotte française à Mers-el-Kebir (les cuirassés Dunkerque, Strasbourg, Bretagne, Provence, le transporteur d'hydravion Commandant Teste et six-contre-torpilleurs), afin de lui présenter les options suivantes :
- Rejoindre la flotte britannique pour poursuivre le combat contre les Allemands et les Italiens.
- Appareiller avec équipages réduits pour gagner des ports britanniques. À l'arrivée, ce personnel sera rapatrié dès que possible. Les navires seront restitués à la France à la fin des hostilités.
- Sous contrôle britannique, appareiller avec des équipages réduits et gagner les Antilles françaises ou les États-Unis, où les navires seront désarmés et resteront jusqu'à la fin des hostilités.
- Saborder les navires là où ils se trouvent dans un délai de six heures.

Si aucune de ces propositions n'est acceptée, la force H a ordre de détruire les navires Français : « à défaut de faire tout ce qui précède, nous n'aurions qu'à appliquer la force nécessaire pour nous assurer que leurs navires ne tomberaient pas entre les mains de l'ennemi ».
Pour Gensoul, les trois premières reviennent à violer les causes de l'armistice, la quatrième n'est pas préférable sans la soumettre au gouvernement Français. Malheureusement pour lui le gouvernement est en plein déménagement à Vichy, y compris Darlan. En revanche, l'état major de la marine est opérationnel. Dans l’attente d’une réponse, il ordonne aux navires de se préparer au combat. Dans le courant de l'après-midi, un compromis était sur le point d'être trouvé, après que Somerville eut prolongé son délai. Mais le vice-amiral d'escadre Maurice Le Luc, aurait selon Kammerer fait savoir par radio à Gensoul que les escadres françaises de Toulon et d'Alger se portaient à son secours. Les Britanniques auraient capté ce message et Londres ordonna alors à Somerville d'ouvrir le feu.
Sur le Hood, le caporal Walter Rees témoigne « À midi, la réponse tant attendue arriva. L'amiral Gensoul avait refusé chacune de ces offres raisonnables. C'est venu comme une bombe pour nous tous. À ce moment-là, l'air dans le TS commençait à devenir assez épais. Le dîner, composé de soupe chaude et de pain, a été servi à nos postes d'action. C'était très agréable et bienvenu et nous nous sentions tous considérablement mieux après avoir mangé, car l'anxiété quant à l'issue de cette situation plutôt aiguë était très fatigante, à la fois mentalement et physiquement. »
À 16 h 55, la force H ouvrit le feu en tir indirect sur les navires français à une distance de 16 000 m. La salve de 381 mm du Resolution tombe court, mais celle du Hood frappe la jetée, projetant pierres et éclats sur les plages arrière des bâtiments français où plusieurs marins sont tués ou blessés tandis que l'ordre d'appareillage était hissé aux drisses du Dunkerque. Le contre-torpilleur Mogador qui s'était dirigé vers la passe tire sur le Destroyer Wrestler ; il fut frappé par un obus de 381 mm entraînant l'explosion d'une douzaine de charges de profondeur qui ravagea la poupe en tuant 34 marins. Le bâtiment stoppé et dans l'incapacité de manœuvrer est rattrapé par les deux contre-torpilleurs, le Volta et le Terrible à une vitesse de 40 nœuds.
Les cuirassés Français n'étant pas en position pour s'échapper aussi rapidement que les contre-torpilleurs subirent donc le feu des bâtiments Britanniques. Le Bretagne fut frappé par quatre obus de 381 mm ; Les deux premiers du HMS Hood frappent presque simultanément le navire. L'obus touche le bâtiment sous la ligne de flottaison, sous la ceinture cuirassée, légèrement derrière l'axe de la tourelle no 4 de 340 mm et explose dans la chambre de distribution de la tourelle. L'explosion souffle les cloisons étanches de la zone, tue tout le personnel se trouvant dans l'arrière de la Bretagne et déclenche un incendie massif. une colonne de flammes s'élève, dépassant le mat principal.
(Les scaphandriers envoyés sur l'épave plus tard constateront que la violence de l'explosion a détaché la ceinture cuirassée depuis la poupe jusqu'au mât arrière, témoignant de la violence de celle-ci.)
La brèche provoquée par l'explosion embarque rapidement plusieurs centaines de tonnes d'eau, ce qui limite les effets de l'incendie et les risques d'explosion des soutes à munitions mais commence à déséquilibrer le bâtiment ; le deuxième obus, qui touche simultanément au premier, est celui qui condamne le bâtiment. Le projectile perfore la casemate no 13 et détone dans la chaufferie arrière, massacrant l'ensemble des marins à l'exception d'un seul. L'obus endommage non seulement l'essentiel de la capacité propulsive du Bretagne, mais met aussi hors service une part significative des capacités de communication interne du cuirassé, aggravant la situation. À ce stade, le commandant Le Pivain donne l'ordre de tenter d'échouer le cuirassé, pour éviter la perte définitive de celui-ci, mais compte tenu de la rupture des communications internes, il est dans l'ignorance du fait que le bâtiment a perdu une bonne partie de sa motorisation, qu'il ne peut plus bouger ou se diriger. Le capitaine de vaisseau Collinet, depuis le Strasbourg, note alors « L'arrière est disloqué, enveloppé par les flammes. L'acier est rougi par la chaleur. La cheminée arrière crache un mélange de fumée noire et orange et de débris. Des morceaux de métal et de corps humains nous tombent dessus. » Constatant que le navire ne bouge pas et que la situation est irrémédiable, l'ordre d'évacuation est donné, mais la rupture partielle des communications internes causée par le premier obus fait que de nombreux postes ne recevront pas cet ordre. Le navire atteint une gite de 40° à tribord et prend l'eau par l'arrière lorsqu'à 17 h 6, les deux derniers obus frappent le cuirassé, cette fois au centre. Le troisième impact a lieu au niveau de le tourelle no 3 et le quatrième à hauteur du mât avant incendiant les projectiles anti-aérien, stockés à proximité des pièces de 75 mm. Trois minutes après, une explosion, interne, secoue à nouveau le Bretagne, dont la gîte augmente subitement avant qu'elle ne chavire sur tribord en quelques secondes. Le lieutenant de vaisseau Jean Boutron indique « la fumée maintenant nous masque tout ; le Bretagne se couche. Je suis obligé d'enjamber la rambarde, de me tenir en dehors pour rester debout. Le commandant en fait autant, où sont les autres officiers ?… Et puis, d'un seul coup, la gîte prend son élan. J'éprouve presque un soulagement : nous allons donc chavirer avant de sauter… Le bateau tourne maintenant. Il paraît tressaillir, perdre son équilibre puis, brusquement, chavire en s'enfonçant. » Alors que le cuirassé chavire, il explose, couvrant la zone d'une épaisse fumée. Trente-six officiers, cent cinquante et un officiers mariniers et huit cent vingt-cinq quartiers-maîtres et matelots présents sur le Bretagne ne verront pas le coucher de soleil du 3 juillet 1940.
Le Dunkerque mit plus de temps que prévu à appareiller, car il avait des problèmes avec l'une de ses amarres arrière. Alors qu'il commençait ses premiers tours d'hélices, un obus du Hood frappa le toit de la tourelle no 2 au niveau de la pièce huit, mettant hors combats les deux canons de droite. Un autre obus de même calibre, toujours de 381 mm transperça la chambre de distribution de la tourelle double de 130 mm tribord et explosa dans la soute de matériel déclenchent un violent incendie. Les machines latérales furent mises hors service ainsi qu'un tableau de distribution électrique. Un autre obus de 381 perfora la cuirasse et détruisit six autres chaudières. Le Dunkerque n'était plus en état de combattre, son commandant, le capitaine de vaisseau Seguin, décida de l'échouer devant le village de Saint-André. Ce qu'il réussit à faire !
Le Provence répliqua rapidement en tirant par-dessus les substructures du Dunkerque, un total de 23 obus furent tirés avec les tourelles I, II et IV (la tourelle III était gênée par la tour du Dunkerque et la V subit plusieurs avaries). Même si le tir fut nourri il resta inefficace, le bâtiment tirant trop court (12 000 m alors que les navires britanniques sont à 16 000 m). Les tirs ne purent être réglés plus précisément car un fragment d'obus qui avait ricoché sur la tourelle no 2 du Dunkerque frappa le sommet tripode du Provence, le poste de conduite de tir des 340 mm est touché, tuant presque sur le coup l'officier canonnier, le lieutenant de vaisseau Cherrière, qui eut tout juste le temps d'appeler le blockhaus de tir pour demander à son adjoint de prendre la suite des opérations. Le télépointeur put néanmoins faire partir encore deux salves, avant de devenir inutilisable à cause des dégâts subis et de la fumée environnante. À 17h 03, un obus de 380 mm touche l'extrême arrière du bâtiment, explosant à l'intérieur, créant un début d'incendie et sectionnant une canalisation de vapeur alimentant le treuil arrière. L'équipe de sécurité tenta d'intervenir pour isoler la conduite endommagée, mais la vapeur et la fumée rendirent son travail impossible. La montée rapide de la température fit chauffer la paroi de la soute à munitions de la tourelle V, le commandant donna l'ordre de la noyer. Rapidement la situation devint critique et il fallut faire de même pour la tourelle IV. Un impact a également endommagé un des deux canons de la tourelle III, le rendant inutilisable, si la tourelle avait été en mesure de tirer. Les dégâts causés par l'obus ayant explosé à l'arrière - une plaque de blindage ayant été décollée à bâbord - conjugués à l'enfoncement du navire à la suite du noyage des soutes, firent que la mer commença à s'engouffrer par le trou béant laissé par la plaque de blindage, stoppant une dynamo. En dépit de cela, le cuirassé a réussi à quitter le quai et, l'ennemi ayant suspendu ses tirs, l'amiral Gensoul, commandant l'escadre, lui demanda de mouiller. L'équipage continua de s'activer pour éteindre les incendies, qui faisaient encore rage avant la nuit, l'arrière du cuirassé encore enveloppé de fumée et de vapeur. De plus, l'eau continuait d'envahir le navire par cette zone. Face à la gravité des dégâts subis, le contre-amiral Bouxin donna l'ordre au capitaine de vaisseau Barois, commandant la Provence, d'échouer le bâtiment pour éviter sa perte. La Provence est alors échouée par 10 mètres de fond entre Roseville et Sainte-Clotilde, l'équipage continuant sa lutte contre les incendies de l'arrière, qui ne furent éteints qu'après deux heures de lutte et le concours de deux remorqueurs. Les pompes d’assèchement les deux remorqueurs entrèrent en action mais le volume d'eau pompé étant inférieur à celui de la voie d'eau causée par la brèche, le niveau de la mer ayant atteint les casemates de 138 mm à l'arrière, l'opération devenait inutile. Aussi, le commandant de la Provence reçut-il l'ordre de fermer les portes étanches, de mettre ses chaudières "bas les feux", puis de faire évacuer son bâtiment. Les opérations furent achevées à 2 h 30 le 4 juillet. La Provence compte alors huit morts et plusieurs blessés.

#### Retour dans les eaux anglaises
Le Hood a été relevé en tant que vaisseau amiral de la Force H par le HMS Renown le 10 août 1940, après son retour à Scapa Flow. Le 13 septembre, après un rapide carénage à la cale sèche où il a été construit (reconstruction des pales de ses turbines), il a été envoyé à Rosyth avec les cuirassés HMS Nelson et HMS Rodney et d'autres navires, pour être en meilleure position pour intercepter une flotte d'invasion allemande. Lorsque la menace d'une invasion a diminué, le navire a repris ses rôles précédents d'escorte de convoi et de patrouille contre les forces allemandes. À deux reprises, le HMS Hood a été envoyé contre des navires de guerre ennemis. Le 28 octobre, il a navigué pour intercepter le "cuirassé de poche" Admiral Scheer, et de nouveau le 24 décembre pour localiser le croiseur lourd Admiral Hipper, mais le Hood a échoué à trouver l'un ou l'autre navire.
En janvier 1941, le navire a commencé un carénage qui a duré jusqu'en mars ; même après le radoub, il était toujours en mauvais état, mais la menace des grands navires allemands était telle qu'il ne pouvait pas être mis à quai pour une révision majeure jusqu'à ce que d'autres cuirassés de la classe King George V soient entrés en service. Le capitaine Ralph Kerr a pris le commandement et le Hood a reçu l'ordre de prendre la mer pour tenter d'intercepter les cuirassés allemands Gneisenau et Scharnhorst à la fin du radoub à la mi-mars. Sans succès, il reçoit l'ordre de patrouiller dans le golfe de Gascogne pour parer toute tentative d'évasion des navires allemands de Brest. Le Hood reçut l'ordre de se rendre en mer de Norvège le 19 avril lorsque l'Amirauté reçut un faux rapport selon lequel le cuirassé allemand Bismarck avait quitté l'Allemagne. Par la suite, il a patrouillé l'Atlantique nord avant de rentrer à Scapa Flow le 6 mai 1941.

#### La fin tragique duHood
Le 21 mai 1941, le cuirassé allemand Bismarck, ainsi que le croiseur lourd Prinz Eugen, sont repérés à Bergen, en Norvège. Ils quittent le port en direction de l'Islande et risquent d'asphyxier la Grande-Bretagne en menaçant les convois venant des États-Unis. Le 22 mai, à 22 h 15, le Hood et le cuirassé Prince of Wales, récemment commissionné le 19 janvier, quittent Scapa Flow pour aller à leur rencontre dans le détroit du Danemark. Le groupe naval est dirigé par le vice-amiral Holland. La direction du Bismarck est confirmée par deux croiseurs, le Norfolk et le Suffolk, qui le repèrent au radar au nord-est de l'Islande le 23 mai et le suivent à distance.

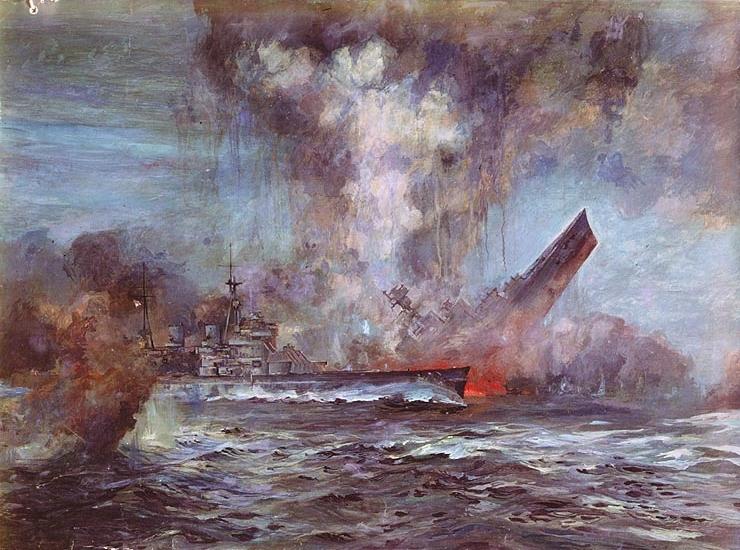
La fin du Hood, dessin de J.C. Schmitz-Westerholt. Le Prince of Wales est au premier plan.

Le lendemain 24 mai, à 5 h 37, à la sortie du détroit du Danemark entre le Groenland et l'Islande, les anglais aperçoivent les navires allemands. Mais les Allemands étaient déjà au courant de leur présence, les hydrophones du Prinz Eugen ayant précédemment détecté les bruits d'hélices à grande vitesse à leur sud-est. La bataille est engagée par les anglais à 5 h 52, aux coordonnées 61° 31′ N, 31° 52′ O, à une distance de 25 km, se réduisant. Les allemands ont riposté à 5 h 55, les deux navires se concentrant sur le Hood. À 5 h 57, lors de la seconde salve du Prinz Eugen, probablement le premier navire à toucher, un obus a frappé le pont du Hood, entre ses cheminées, et a déclenché un grand incendie parmi les munitions prêtes à l'emploi pour les canons de lutte antiaérienne et des roquettes de 7 pouces. Les quatre navires en présence encaissent chacun des coups sévères, mais aucun ne semble emporter la décision. Les navires allemands deviennent pourtant de plus en plus précis dans leur tir, tandis que le Prince of Wales souffre de nombreux problèmes techniques qui l'empêchent de tirer plus vite. Juste avant 6 h 0, alors que le Hood tournait de 20° sur bâbord pour démasquer ses tourelles arrière, il fut de nouveau touché sur le pont par une ou plusieurs salves d'obus du Bismarck, tirée à une distance d'environ 16 km. Un obus de cette salve semble avoir touché le sommet de la tour principale, car le pont du bateau était inondé de parties du corps et de débris. L'obus du Bismarck atteint le talon d'Achille du Hood, au niveau de la soute à munitions insuffisamment protégée. Une formidable explosion retentit, avec une boule de feu haute de plusieurs centaines de mètres : le navire est cassé en deux et coule en quelques minutes. Une note sur le croquis d'un survivant dans les archives des RN Historical Branch Archives donne 63° 20′ N, 31° 50′ O comme position du naufrage. On ne retrouve que trois survivants sur les 1 419 hommes d'équipage: le matelot Ted Briggs (1923–2008), le quartier-maître Robert Tilburn (1921–1995) et l'aspirant William John Dundas (1923–1965). Les trois ont été secourus environ deux heures après le naufrage par le destroyer Electra, qui a repéré des débris substantiels mais pas de corps.
Le Prince of Wales rompt le combat. Quant au Bismarck, dont une soute à mazout a été perforée, il est contraint de renoncer à ses raids dans l'Atlantique et doit regagner Brest.

#### Conséquences
L'anéantissement du fleuron de la marine britannique en quelques secondes provoque une très vive émotion au Royaume-Uni. Le désir de revanche est très fort et Churchill ordonne à ses amiraux : « Sink the Bismarck ! » (« Coulez le Bismarck ! »).
Tout sera ainsi mis en œuvre pour laver cet affront et couler le Bismarck qui doit retourner à Brest pour réparation. Commence alors une longue traque de la Royal Navy qui parvient à l'intercepter grâce aux avions de l'Ark Royal, permettant aux cuirassés King George V et Rodney de l'endommager sérieusement et de conduire à son sabordage le 27 mai 1941 à peu près à 650 km à l'ouest de Brest.
La Royal Navy reste maîtresse de la mer du Nord et de l'Atlantique, mais a perdu son fleuron.

## Théories modernes sur le naufrage
La cause exacte de la perte du HMS Hood demeure un sujet de débat. De multiples théories ont été avancées, dont plusieurs visent sans doute à ménager la fierté navale britannique en s'efforçant de minimiser la participation du Bismarck. Les principales théories peuvent être résumées comme suit.

### Examen des théories

#### Coup direct d'un obus pénétré dans le compartiment arrière

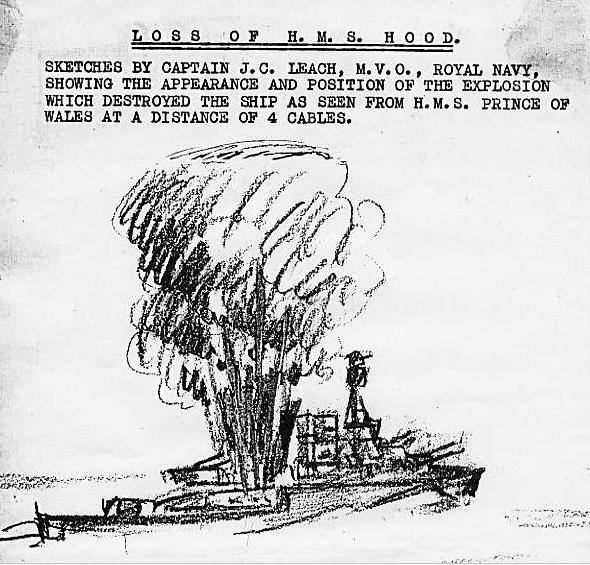
Dessin produit par le capitaine de vaisseau J.C. Leach, commandant le HMS Prince of Wales, devant la 2e chambre d'enquête, en 1941. Le croquis représente la colonne de fumée ou les flammes de l’incendie qui a éclaté à proximité du mât principal immédiatement avant l'énorme explosion qui anéantit à la vue la partie arrière du navire. Ce phénomène aurait été le résultat de la propagation d'un feu de cordite à travers les ventilateurs de la salle des machines (voir l'article).

Cet obus n'a pu provenir que du Bismarck, étant donné que le Prinz Eugen ne tirait plus sur le Hood au moment de l'explosion. Comme indiqué plus haut, cette version des faits était presque tenue pour acquise au moment du naufrage. Un premier doute est survenu à la suite de témoignages selon lesquels l'explosion qui a détruit le Hood avait pris naissance près du mât principal, très en avant du compartiment arrière (par exemple l'esquisse, reproduite ici, produite devant la deuxième chambre d'enquête par le capitaine de vaisseau Leach, commandant le Prince of Wales). Devant cette deuxième chambre, des témoins experts ont suggéré que ce qui a été observé était l'évent, par l'intermédiaire des ventilateurs de la salle des machines, d'une explosion ou déflagration violente — mais pas instantanée — dans les compartiments des soutes à munitions de 4 pouces (102 mm). La même déflagration aurait détruit la cloison séparant les soutes des obus de 4 pouces et de 15 pouces (102 mm et 381 mm), ce qui se traduisit par une explosion catastrophique similaire à celles qui, durant la Première Guerre mondiale, avaient détruit plusieurs bâtiments britanniques lors de la bataille du Jutland. Cette théorie a finalement été adoptée par la chambre d’enquête.

#### Obus frappant sous la ceinture blindée et pénétrant dans une soute
Au cours de la même action, le Prince of Wales a reçu un coup de ce type à partir d'un obus de 380 mm, qui a couru sous l'eau sur une distance d'environ 80 pieds (25 m), qui a transpercé la coque à environ 28 pieds (8 m) au-dessous de la ligne de flottaison, est passé à travers des cloisons légères, a pénétré dans plusieurs cloisons et fini sa course, sans exploser, contre la cloison du magasin des torpilles. La deuxième chambre a considéré cette théorie comme improbable, faisant valoir que le détonateur, s'il avait fonctionné, aurait fait exploser l'obus avant même qu'il eût atteint le navire.

#### L'incendie survenu sur le pont a gagné l'une des soutes à munitions
La preuve a été donnée à la deuxième chambre que les portes d'accès des chariots d'approvisionnement en obus de 4 pouces (102 mm) étaient fermées pendant l'action. Il reste possible qu'une porte ou un coffrage ait été ouvert par un obus ennemi, laissant entrer les flammes dans la soute. Les flammes auraient pu également passer par les dispositifs de ventilation des soutes ou encore, comme l'a suggéré Ted Briggs, à travers le plancher des tourelles des pièces de 15 pouces (381 mm).

#### L'explosion est due aux obus de4 pouces(102mm) entreposés à l'extérieur des soutes
En 1979, l'historien de la marine Anthony Preston (en) a fait valoir que les soutes du Hood « étaient entourées d'obus anti-aériens de 4 pouces (102 mm) entreposés en dehors des barbettes blindées (sic) ». Ces arrimages non protégés pourraient avoir explosé par suite de l'incendie du pont ou après avoir été touchés par un obus du Bismarck.

#### Navire détruit par ses propres armes
Devant la deuxième chambre, des témoins oculaires ont signalé les types inhabituels de décharge des pièces de 15 pouces (381 mm) du Hood, suggérant qu'un obus pourrait avoir explosé dans un canon, provoquant une explosion dans la tourelle. Il est possible que, dans l'excitation du combat, toutes les mesures de sécurité adoptées après les catastrophes de la bataille du Jutland pour prévenir une telle explosion dans les soutes n'aient pu être appliquées.

### Synthèse

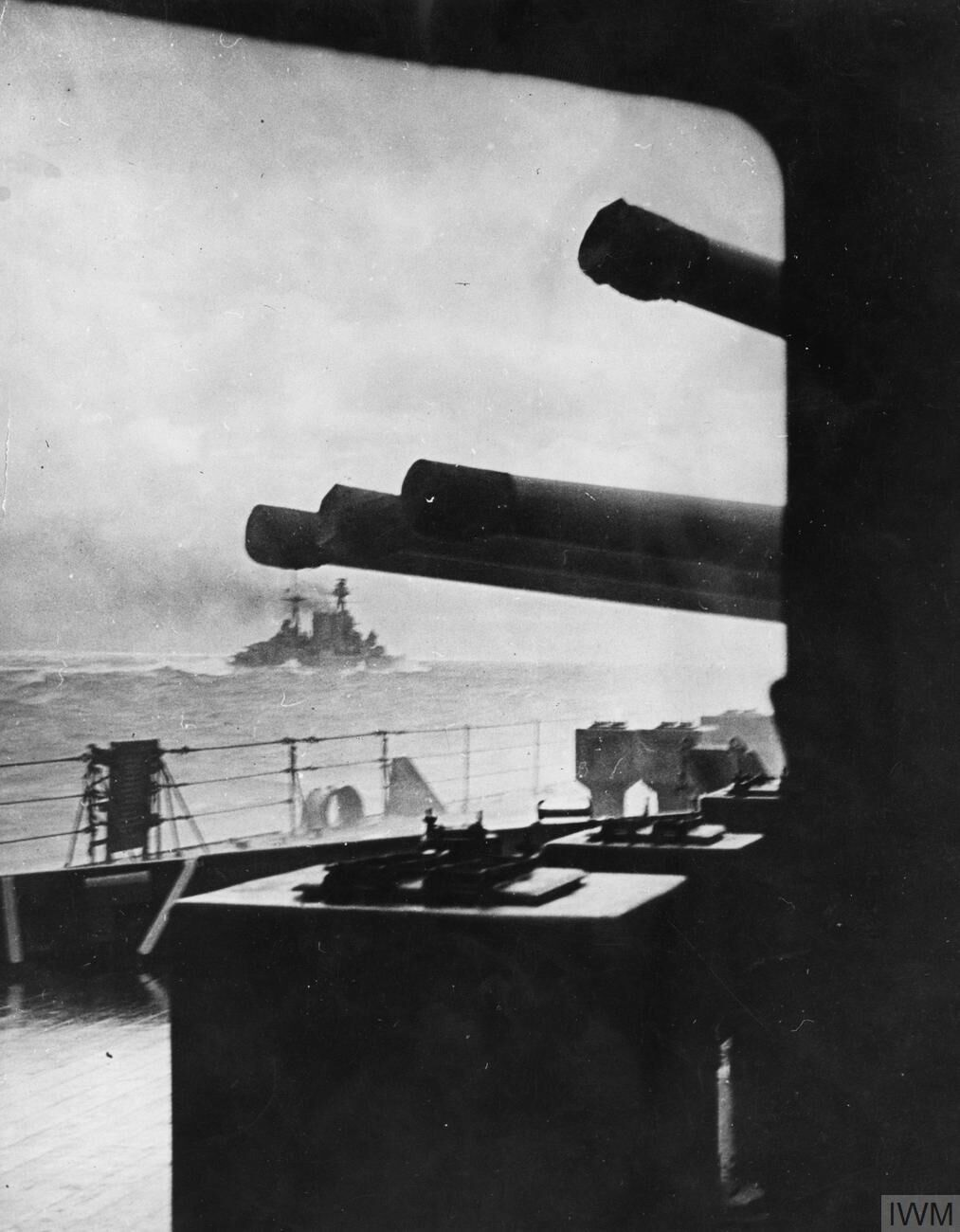
Dernière photographie du Hood, prise depuis le Prince of Wales.

L’auteur Jurens donne un examen approfondi de chacune de ces théories (à l'exception de celle de Preston) : sa principale conclusion est que la perte du Hood a presque certainement été précipitée par l'explosion d'une soute d'obus de 4 pouces (102 mm), mais qu'il existe un certain nombre de causes différentes à cette explosion. L'image populaire de l'obus pénétrant le blindage du pont à la verticale est selon lui erronée : il estime que l'angle de chute des obus de 380 mm du Bismarck au moment de la perte n'aurait pas dépassé environ 14 degrés, un angle si défavorable à la pénétration d'un blindage horizontal qu'il est en fait hors des normes de pénétration de l'échelle des chartes de tir allemandes contemporaines. En outre, des images du Hood fabriquées sur ordinateur montrent qu'un obus tombant sous cet angle n'aurait pas pu atteindre une soute arrière sans d'abord passer par une partie de la ceinture blindée. D'autre part, le blindage de 12 pouces (305 mm) aurait pu être transpercé, si le Hood avait progressé suffisamment lors de son dernier tour.
Bien que son emplacement soit connu, l'épave n'a été observée qu'une seule fois, à l'occasion d'une expédition conjointe Bismarck-Hood financée par la télévision publique britannique.
En juillet 2001, après le soixantième anniversaire du naufrage, l'inspection de l'épave du Hood, gisant par 2 800 mètres de profondeur, a ouvert de nouvelles perspectives. Les images de l'épave acquises par sonar ont confirmé que la partie arrière des soutes a explosé. À l'arrière du Hood, les safrans étaient toujours en place, et il a été établi que ceux-ci étaient tournés vers bâbord au moment de l'explosion. En outre, une section de l'avant, immédiatement en avant d'une tourelle, est absente, ce qui a conduit l'historien et ancien chargé de cours au Britannia Royal Naval College de Dartmouth Eric J. Grove et le chef d'expédition David Mearns à penser que « soit juste avant, soit juste après avoir quitté la surface, l'avant a subi des dommages massifs dus à une explosion interne », peut-être à une explosion partielle des soutes de munitions de 15 pouces de la partie avant. Il a été suggéré que l'incendie mortel s'est propagé depuis l'extrémité arrière du navire à travers les soutes à combustible de tribord, étant donné que du côté tribord « apparaît manquer la plus grande partie, si ce n'est la totalité, du blindage renforcé anti-torpilles ».

### Expéditions pour récupérer la cloche du navire

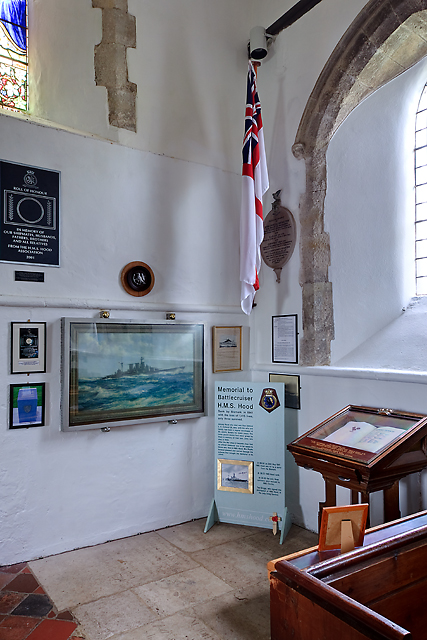
Mémorial au Hood dans l'église de Boldre dans le Hampshire, Angleterre

En 2012, le gouvernement britannique a autorisé l'océanographe David Mearns à retourner sur le site du naufrage afin de récupérer l'une des deux cloches du navire gisant dans un petit champ de débris. Avec le soutien de la HMS Hood Association, Mearns prévoyait de rendre la cloche à la ville de Portsmouth où elle ferait partie du premier mémorial officiel et permanent du sacrifice de son dernier équipage au Royal Naval Museum récemment réaménagé.
L'expédition a également profité de l'occasion pour filmer à nouveau l'épave et l'inspecter à l'aide de techniques non disponibles en 2001. Comme auparavant, à l'exception de la tentative de récupération de la cloche du navire, une politique stricte de « regarder mais de ne pas toucher » a été respectée. La tentative initiale, parrainée par le cofondateur de Microsoft, Paul Allen, et utilisant son yacht personnel Octopus, équipé pour des recherches sous-marines en eau profonde, a été abandonnée après dix jours en septembre 2012 en raison de conditions météorologiques défavorables.
En 2015, la même équipe a tenté une deuxième opération de récupération au départ du port de Reykjavik (Islande). La cloche du Hood a finalement été récupérée le 7 août 2015. Elle appartenait à l'origine au cuirassé pré-dreadnought HMS Hood (1891) (en), avant d'être installée sur le croiseur de guerre. Une inscription autour de sa base indique : « Cette cloche a été préservée du cuirassé HMS Hood (1891-1914) par feu le contre-amiral, l'honorable Sir Horace Hood, KCB, DSO, MVO, tué au Jutland le 31 mai 1916 ». Une seconde inscription, sur le côté, précise : « Conformément aux souhaits de Lady Hood, elle a été présentée à la mémoire de son mari sur le croiseur de bataille HMS Hood, le navire qu'elle a lancé le 22 août 1918 ». En plus des deux inscriptions, la cloche porte toujours la couleur bleu royal vif sur sa couronne, ainsi qu'à l'intérieur.
Après des travaux de conservation, elle a été exposée au musée naval de Portsmouth en mai 2016.